# Pikin Santi
Pikin Santi, ook wel Pikien Santi, is een dorp aan de Cotticarivier in Marowijne, Suriname.
In het dorp wonen Aukaanse marrons van de lo's (families) Pinasi en Piika. Pikin Santi ligt stroomopwaarts ten opzichte van Pinatjaimi en Lantiwei en stroomafwaarts van Tamarin.
Het ligt in de buurt van de Boekoekreek en zou daarom dicht bij de ruïnes van Fort Boekoe kunnen liggen. Het fort is echter niet teruggevonden (stand 2020). 

## Geschiedenis
Vergelijkbaar met andere Aukaanse dorpen in het riviergebied van de Cottica, werd Pikin Santi ergens aan het begin van de 19e eeuw gevestigd, nadat in 1760 een vredesverdrag tussen de Aukaners en het gouvernement was gesloten. Het verdrag zorgde dat marrons niet langer hoefden te vrezen gevangengenomen te worden door koloniale strijdkrachten. De Aukaners vestigden zich in houtkapkampen in het gebied van Cottica en leefden van de winst van de houtverkoop.
Tijdens de Binnenlandse Oorlog (1986-1992) werd Pikin Santi aangevallen door het Nationale Leger. Vervolgens werd het dorp bijna volledig verlaten en vluchtten de meeste inwoners naar Frans-Guyana of Paramaribo. Enkele families onder leiding van kapitein Kodyo bleven tot het einde van de oorlog in boskampen nabij de Boekoekreek. 
In het dorp staat sinds 2015 een telefoonzendmast, zodat het dorp een uitstekend mobiel bereik heeft. 

## Bevolking
De inwoners van Pikin Santi behoren tot de matrilineaire clans of lo van Pinasi en Piika. Beide zijn ze aangesloten bij de Miáfiyabakaa-federatie en komen oorspronkelijk uit het Aduwataa-gebied aan de Tapanahonyrivier. 
De Nederlandse antropoloog André Köbben deed in de jaren 1960 antropologisch veldwerk in het gebied van Cottica. Hij was gestationeerd in het dorp Langa Uku verder stroomopwaarts. 
In het dorp is zendingswerk gedaan door baptiste Anne Dreisbach (Sister Anne) die er ook een kerkje heeft gebouwd.

## Archeologie

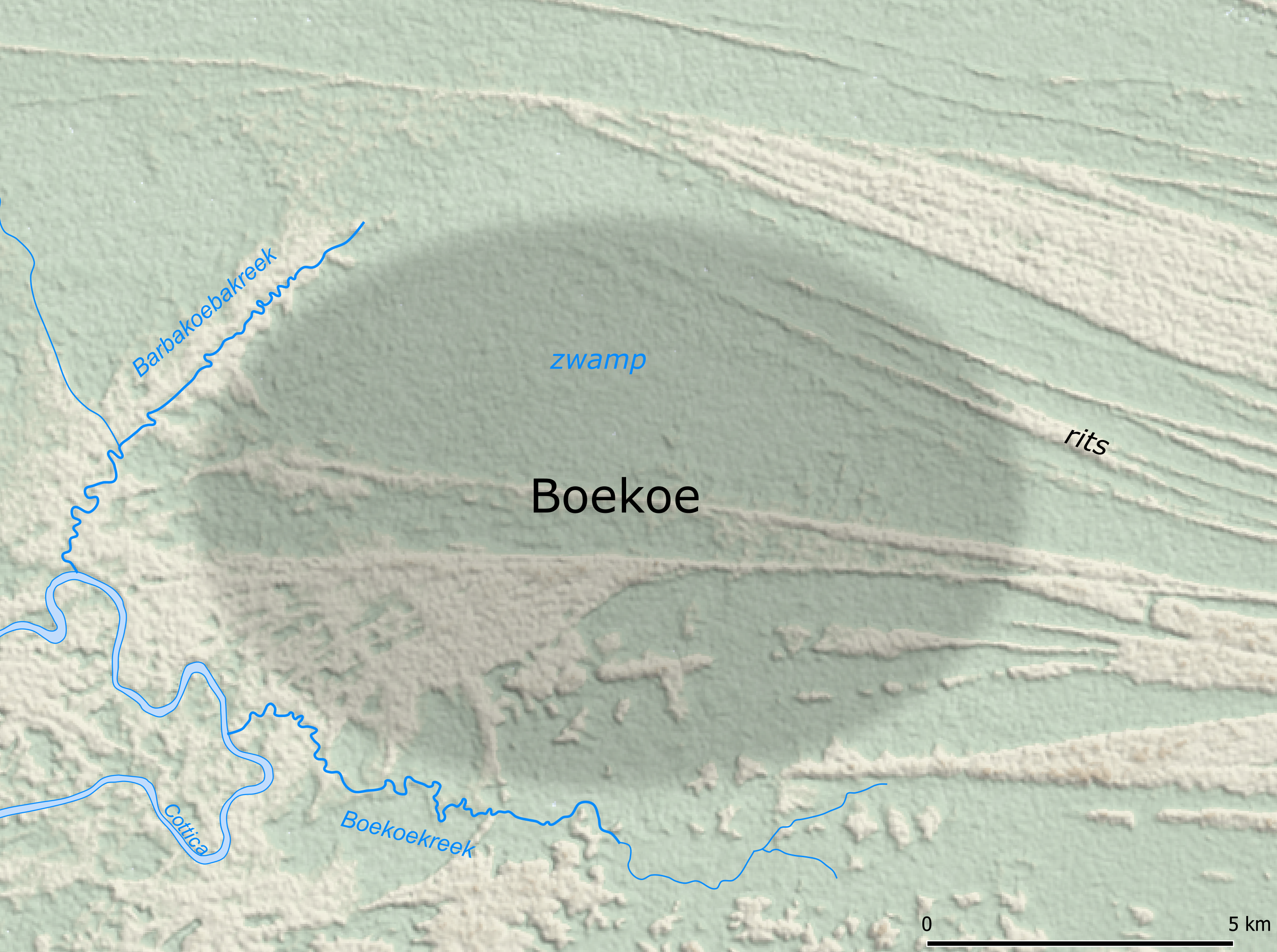
De geschatte locatie van Fort Boekoe, met onderaan de Boekoekreek

Pikin Santi ligt in de buurt van de ruïnes van Fort Boekoe, een beroemd fort van de Aluku-marrons uit de Bonioorlogen dat in 1772 viel. Archeologen hebben tevergeefs geprobeerd het fort te lokaliseren.

## Opleiding
Pikin Santi heeft geen eigen school, alle schoolgaande kinderen worden dagelijks per gemotoriseerde rivierkano naar de basisschool vervoerd in de voormalige katholieke missiepost Tamarin.

## Vervoer
Het vervoer wordt verzorgd met boottaxi's van het Nationaal Vervoer Bedrijf (NVB) en Scheepvaart Maatschappij Suriname (SMS) met als vertrekpunt Moengo. 